# 157258 Leach
157258 Leach è un asteroide della fascia principale. Scoperto nel 2004, presenta un'orbita caratterizzata da un semiasse maggiore pari a 2,8104974 UA e da un'eccentricità di 0,1878499, inclinata di 2,77132° rispetto all'eclittica.